# 아른스베르크현

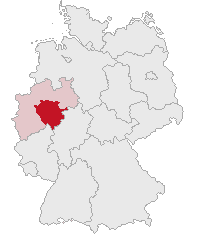
독일에서 아른스베르크 현의 위치

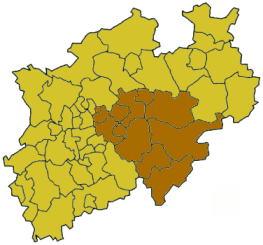
노르트라인베스트팔렌 주에서 아른스베르크 현의 위치

아른스베르크현(독일어: Regierungsbezirk Arnsberg)은 독일 노르트라인베스트팔렌주 남동부에 위치한 현(Regierungsbezirk)으로 현도는 아른스베르크이며 면적은 8,002.34km2, 인구는 3,645,437명(2011년 기준), 인구 밀도는 460명/km2이다. 7개 군(Landkreise), 5개 시(Kreisfreie Städte)를 관할한다.

## 하위 행정 구역

### 군(Landkreise)
1. 에네페루르군(Ennepe-Ruhr)
2. 호흐자우얼란트군(Hochsauerland)
3. 메르키슈군(Märkischer Kreis)
4. 올페군(Olpe)
5. 지겐비트겐슈타인군(Siegen-Wittgenstein)
6. 조스트군(Soest)
7. 우나군(Unna)

### 시(Kreisfreie Städte)
1. 보훔 시(Bochum)
2. 뒤스부르크 시(Duisburg)
3. 하겐 시(Hagen)
4. 함 시(Hamm)
5. 헤르네 시(Herne)
6. 도르트문트(Dortmund)